# Mokena
Mokena är en ort (village) i Will County, i delstaten Illinois, USA. Enligt United States Census Bureau har orten en folkmängd på 18 854 invånare (2011) och en landarea på 23 km².